# Siderofory
Siderofory (z gr. „nośniki żelaza”) – organiczne związki chemiczne chelatujące jony żelaza, wydzielane przez niektóre bakterie w celu wychwycenia tego pierwiastka.
Jony Fe3+ mają bardzo małą rozpuszczalność w wodzie przy pH zbliżonym do neutralnego (~7), w związku z czym nie mogą one być pobierane ze środowiska i wykorzystywane przez organizmy w sposób bezpośredni. Jony takie powstają w warunkach tlenowych (na przykład w glebie) z dobrze rozpuszczalnych jonów Fe2+. Wydzielenie do środowiska sideroforów wiąże takie jony Fe3+ w kompleksy, które następnie mogą być pobrane do organizmu za pomocą mechanizmów transportu aktywnego. Wiele sideroforów należy do grupy tak zwanych peptydów nierybosomalnych. Inną dużą grupą sideroforów są pochodne kwasu hydroksamowego, bardzo silnego chelatora.
Inna strategią zwiększania rozpuszczalności, a zatem przyswajalności jonów Fe3+, jest zakwaszenie środowiska, która jest używana na przykład przez korzenie roślin, lub pozakomórkowa redukcja jonów Fe3+ do bardziej rozpuszczalnych jonów Fe2+.
Przykładami sideroforów produkowanych przez mikroorganizmy są:
- chinolobaktyna – Pseudomonas fluorescens
- ferrichrom – Ustilago sphaerogena,
- enterobaktyna – Escherichia coli,
- bacillobaktyna – Bacillus subtilis,
- ferryoksamina B – Streptomyces pilosus,
- fusarynina C – Fusarium roseum,
- jersiniobaktyna – Yersinia pestis,
- wibriobaktyna – Vibrio cholerae,
- azotobaktyna – Azotobacter vinelandii,
- pseudobaktyna – Pseudomonas B 10,
- erytrobaktyna – Saccharopolyspora erythraea,
- nokardamina – Pseudomonas stutzeri
- piowerdyna – Pseudomonas aeruginosa
- piochelina – Pseudomonas aeruginosa oraz Burkholderia cepacia
- pseudomonina – Pseudomonas fluorescens[4]

i inne.

## Zastosowanie w medycynie

### Strategiakonia trojańskiego
Chorobotwórcze bakterie bytujące w organizmie ludzkim muszą przetrwać w środowisku, gdzie żelazo jest związane z białkami, takimi jak hemoglobina, transferyna, laktoferyna i ferrytyna. Niezwiązane żelazo występuje w bardzo niskich stężeniu około 10-24 mol/l. W takich warunkach efektywne siderofory odgrywają dużą rolę w przetrwaniu bakterii.
Strategia konia trojańskiego polega na wykorzystaniu sideroforów jako transporterów dla substancji przeciwbakteryjnych. Podejście to pozwala na selektywny transport antybiotyków do szczepów opornych bakterii Gram-ujemnych. W ostatnich latach opracowane zostały sideromycyny, czyli koniugaty między sideroforami a odpowiednimi antybiotykami. Siderofor zawarty w sideromycynach nie traci zdolności chelatujących i po utworzeniu kompleksu z jonami Fe3+ (antybiotyk-siderofor-żelazo), selektywnie oddziałuje z receptorami sideroforowymi występującymi na powierzchni komórki bakteryjnej, a następnie jest aktywnie transportowany przez błonę zewnętrzną.
Zaletami sideromycyn w porównaniu do zwykłych antybiotyków są:
- większa dyfuzja antybiotyków w komórce bakteryjnej,
- zwiększona szybkość transportu antybiotyków.

Przykłady naturalnie występujących sideromycyn :
- Albomycyna hamuje aktywność niektórych bakterii Gram-ujemnych i Gram-dodatnich[9]. W albomycynie siderofor (zbliżony strukturalnie do ferrichromu) łączy się z toksyczną cząsteczką przez łącznik serynowy[10].
- Salimycyny zawierają kwas dikarboksylowy jako łącznik między hydroksamowym sideroforem i antybiotykiem aminoglikozydowym[10].

### Terapia chelatująca
Organizm ludzki nie ma skutecznych mechanizmów usuwania nadmiaru żelaza, dlatego opracowywane są preparaty z sideroforami, które mogą stanowić innowacyjne rozwiązanie w leczeniu chorób związanych z nadmiarem żelaza, np. hemochromatozy.
W takich schorzeniach, jak talasemia i anemia sierpowata, standardowo wykonywane są okresowe transfuzje krwi. Często konieczne jest przeprowadzenie powtórnej transfuzji krwi, co prowadzi do przeładowania żelazem. Ulega ono kumulacji w ważnych narządach, takich jak mózg, serce i wątroba. Skuteczna terapia z zastosowaniem chelatorów pozwoli na stabilizację poziomu żelaza i uniknięcie skutków ubocznych związanych z jego nadmiarem. Do 2008 r. FDA zatwierdziło następujące siderofory: deferoksamina (Desferal, DFO), deferazyroks (Exjade, DFX) i najnowszy deferypron (Ferriprox, DFP).

### Działanie przeciwmalaryczne
Niektóre siderofory wykazują działanie przeciwmalaryczne, a zatem oddziałują na pasożyta Plasmodium falciparum. Taką aktywność odnotowano dla sideroforów produkowanych przez szczepy bakterii Klebsiella pneumoniae i sideroforu desferrioksamina B wytwarzanego przez Streptomyces pilosus. Desferrioksamina B przenika do wnętrza komórki pasożyta i w wyniku działania chelatującego powoduje drastyczny spadek żelaza.

### Zastosowanie w terapii przeciwnowotworowej
Żelazo odgrywa istotną rolę w proliferacji komórkowej, dlatego takie chelatory żelaza, jak siderofory mogą mieć korzystny wpływ na efekt w leczeniu raka. W przypadku zastosowania desferrioksaminy odnotowano znaczne zmniejszenie wzrostu nowotworów złośliwych u pacjentów z neuroblastomą lub białaczką. Oprócz tego w terapii przeciwnowotworowej stosowane mogą być następujące siderofory: deksrazoksan, otrensox, desferrieksocheliny, desferrytiocyna i tachpirydyna. Siderofory są również przydatne w usuwaniu nadmiaru żelaza w surowicy niezwiązanego z transferyną, którego obecność może wynikać z zastosowanej chemioterapii.

## Kompleksy sideroforów z jonami metali
Ze względu na strukturę chemiczną ugrupowań koordynujących (hydroksamowe, katecholowe, aminokarboksylowe lub mieszane) siderofory tworzą trwalsze kompleksy z jonami żelaza w porównaniu z innymi naturalnie występującymi jonami metali, takimi jak: Zn2+, Cu2+, Ca2+, Mg2+ czy Al3+. Siderofory, naturalne oraz syntetyczne, mogą również tworzyć związki kompleksowe z jonami takich metali, jak gal, chrom, ołów, mangan, kadm, wanad i ind.